# Evangelische Kirche (Somplar)

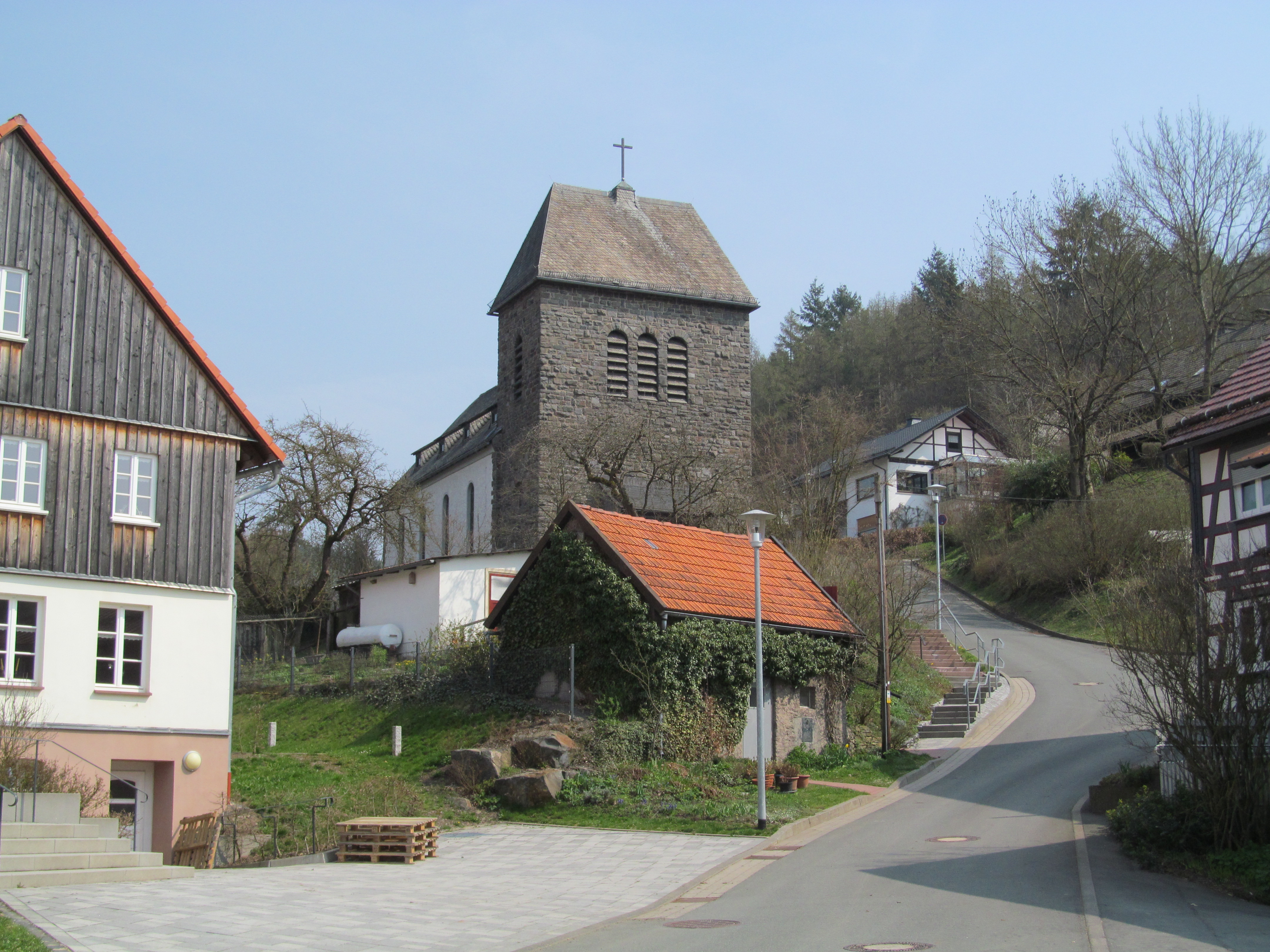
Dorfkirche Somplar

Die evangelisch-lutherische Dorfkirche Somplar ist ein denkmalgeschütztes Kirchengebäude in dem kleinen Dorf Somplar, einem Ortsteil der Gemeinde Allendorf (Eder) im nordhessischen Landkreis Waldeck-Frankenberg in Hessen. Die Kirchengemeinde gehört zum Dekanat Biedenkopf-Gladenbach in der Propstei Nord-Nassau der Evangelischen Kirche von Hessen-Nassau.

## Beschreibung
In der kleinen Gemeinde Somplar gab es keine eigene Kirche im Ort, die Gläubigen waren seit dem Jahr 1577 als Filiale der Kirche in Bromskirchen eingepfarrt. Die Reformation ist vermutlich ab dem Jahr 1527 vollzogen worden, im Jahr 1606 wurde ein Bekenntniswechsel zur reformierten Kirche vollzogen, der im Jahr 1624 wieder zur lutherischen Kirche rückgängig gemacht wurde. Der christliche Friedhof im Ort besteht seit dem Jahr 1844 und dient der Kirchengemeinde als Begräbnisstätte.
Im Jahr 1950 wurde in Somplar der Grundstein für eine eigene Kirche gelegt, die aufgrund der allgemeinen Umstände nach dem Ende des Zweiten Weltkrieges erst im Jahr 1952 vollendet und geweiht werden konnte. Sie wurde nach einem Entwurf des Architekten Bolte aus Kassel errichtet, die Gestaltung der Kircheninnenräume führte der ortsansässige Malermeister Degenhardt aus.
Ortsbildprägend ist der Turm im Westen, der beinahe die komplette Kirchenbreite einnimmt und aus Grauwacke besteht. Er ist gegliedert mit einem steilen Walmdach, rundbogigen Schallöffnungen im Glockengeschoss, kleinen Rundfenstern und einem überdachten Eingang im unteren Teil.
Die Dorfkirche ist ein profaner Saalbau mit fünf segmentbogigen Fensterachsen an den Längsseiten und einem Abschluss mit einem Rundfenster in der Ostwand. Das Kirchenschiff ist an der Eckquaderung mit Zierelementen aus Grauwacke und einem Satteldach ausgeführt. 
Im Inneren der Saalkirche sind keine besonderen Schmuckelemente vorhanden, die Wände sind hell getüncht und die Balkendecke ruht auf Querunterzügen. Im rechteckigen Altarraum im Osten der Kirche ist eine Kanzel und ein Taufbecken leicht erhöht vom Kirchenschiff vorhanden, im Westen ist eine einfache Empore im Bereich des Kirchturms errichtet worden.
Die Evangelische Pfarrkirche Somplar ist im Denkmalverzeichnis des Landesamts für Denkmalpflege Hessen als Kulturdenkmal aus geschichtlichen Gründen eingetragen.